# Església de Sant Joan del Mercat
L'església de Sant Joan del Mercat o Església dels Sants Joans és una de les esglésies més antigues de la ciutat de València, situada enfront de la Llotja de la Seda i al costat del Mercat Central. Monument historicoartístic des de 1942, es bastí a partir del 1240 sobre el solar on hi hagué primer una mesquita. A causa dels incendis, es reedificà durant el segle xiv en estil gòtic, i es reformà completament durant el segle xvii i xviii, fet que li conferí l'aspecte barroc actual. El 1936 patí un nou incendi. Ara es troba en procés de restauració.

## Emplaçament i denominació

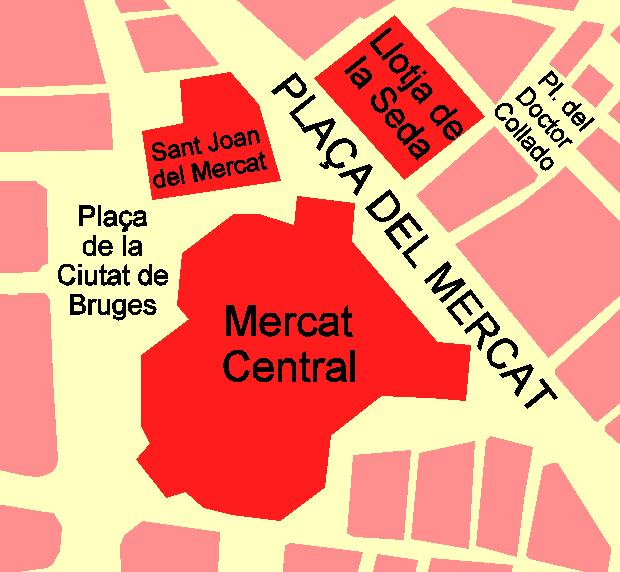
Església de Sant Joan dins la plaça del Mercat

La façana de davant de Sant Joan del Mercat mira a la plaça de la Ciutat de Bruges, i la de darrere a la plaça del Mercat, tot just enfront de l'extraordinària Llotja de la Seda. El costat sud del temple mira al carrer vell de la Palla i al Mercat Central. Segons Joan Francesc Mira, tots tres edificis —Sant Joan del Mercat, Llotja de la Seda i Mercat Central— formen un dels conjunts artístics més excepcionals de la ciutat. El costat nord-est de l'església ix al carreronet de Llutxent i el nord-oest a la placeta de la Comunió de Sant Joan.
S'anomena oficialment església dels Sants Joans, per trobar-se sota l'advocació dels sants Joan Evangelista i Joan Baptista. Tanmateix, popularment se la coneix com a sant Joan del Mercat. L'afegiment del Mercat deriva del fet que a València ciutat hi ha una altra església homònima, la de Sant Joan de l'Hospital, també bastida durant el segle xiii sobre el solar d'una antiga mesquita.

## Època gòtica, 1311-1592

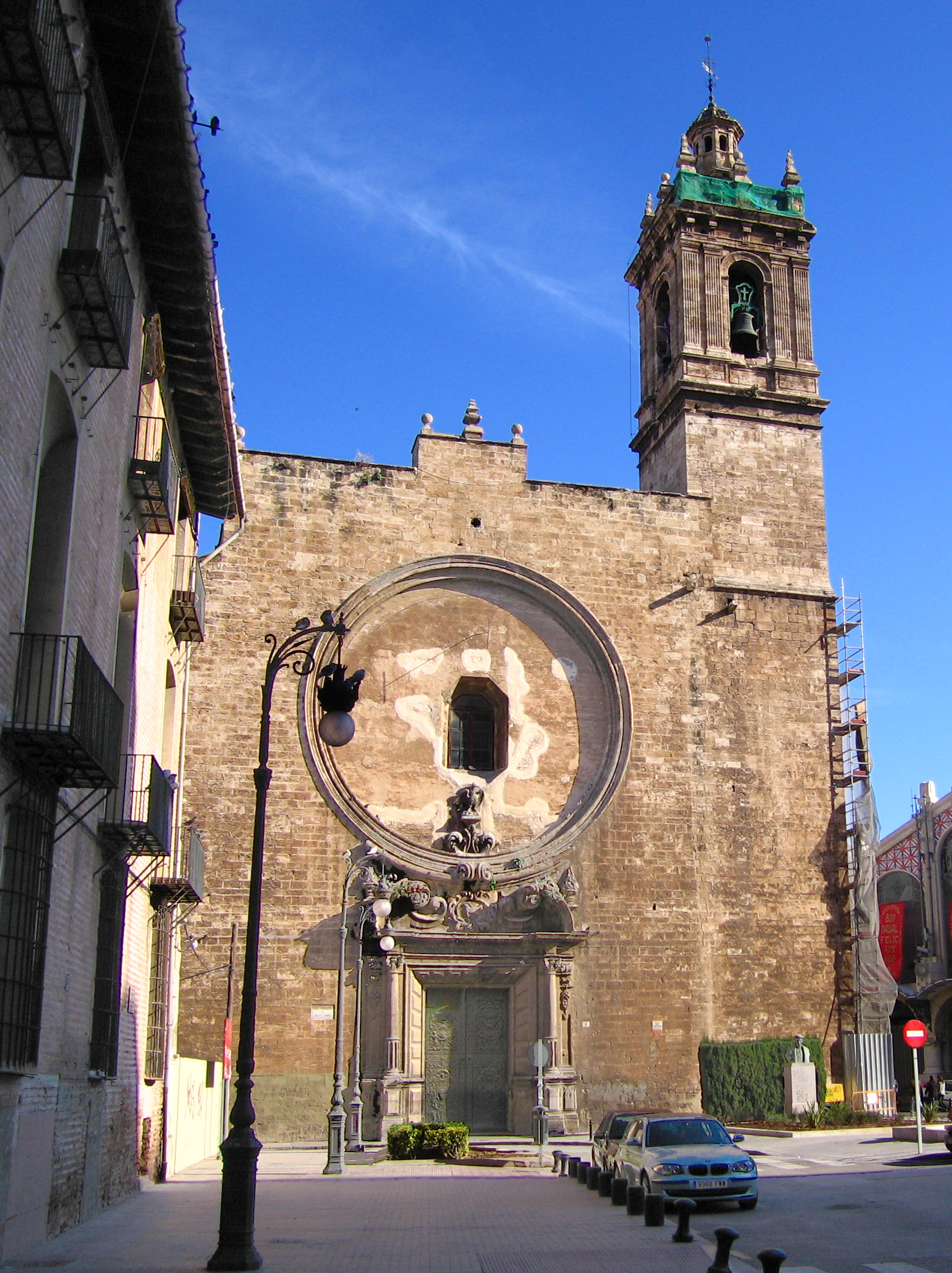
Vista de la façana, amb l'òcul cegat

Després d'haver estat mesquita en temps dels musulmans, cap al 1240, ja en temps de Jaume I el Conqueridor, començà el bastiment d'una modesta ermita extramurs, al raval de la Boatella. El 1311, s'incendià i es refeu de nou, fins a prendre l'estructura gòtica que hui encara conserva, tot i que molt amagada pels afegiments barrocs posteriors. Després de la construcció de la muralla el 1365 per Pere el Cerimoniós, restà església intramurs, quasi al bell mig de Ciutat Vella.
De l'estructura gòtica original, només conserva la disposició típica de l'estil gòtic mediterrani o gòtic català, amb una sola nau amb capelles laterals entre contraforts. També resta un gran òcul o rosassa cegada —coneguda com a O de Sant Joan—, que mai no s'ha arribat a obrir, potser per falta de diners o per por que s'ensorrara tota la façana davantera. També són gòtics dos arcs ogivals en la façana nord i una finestra redona en el cos inferior de la torre campanar. El 1592, s'incendià per segona vegada, fet que motivà una reestructuració que es prolongà durant més d'un segle. El 1702, l'església prengué definitivament l'actual fesomia barroca.

## Època barroca, 1592-1702

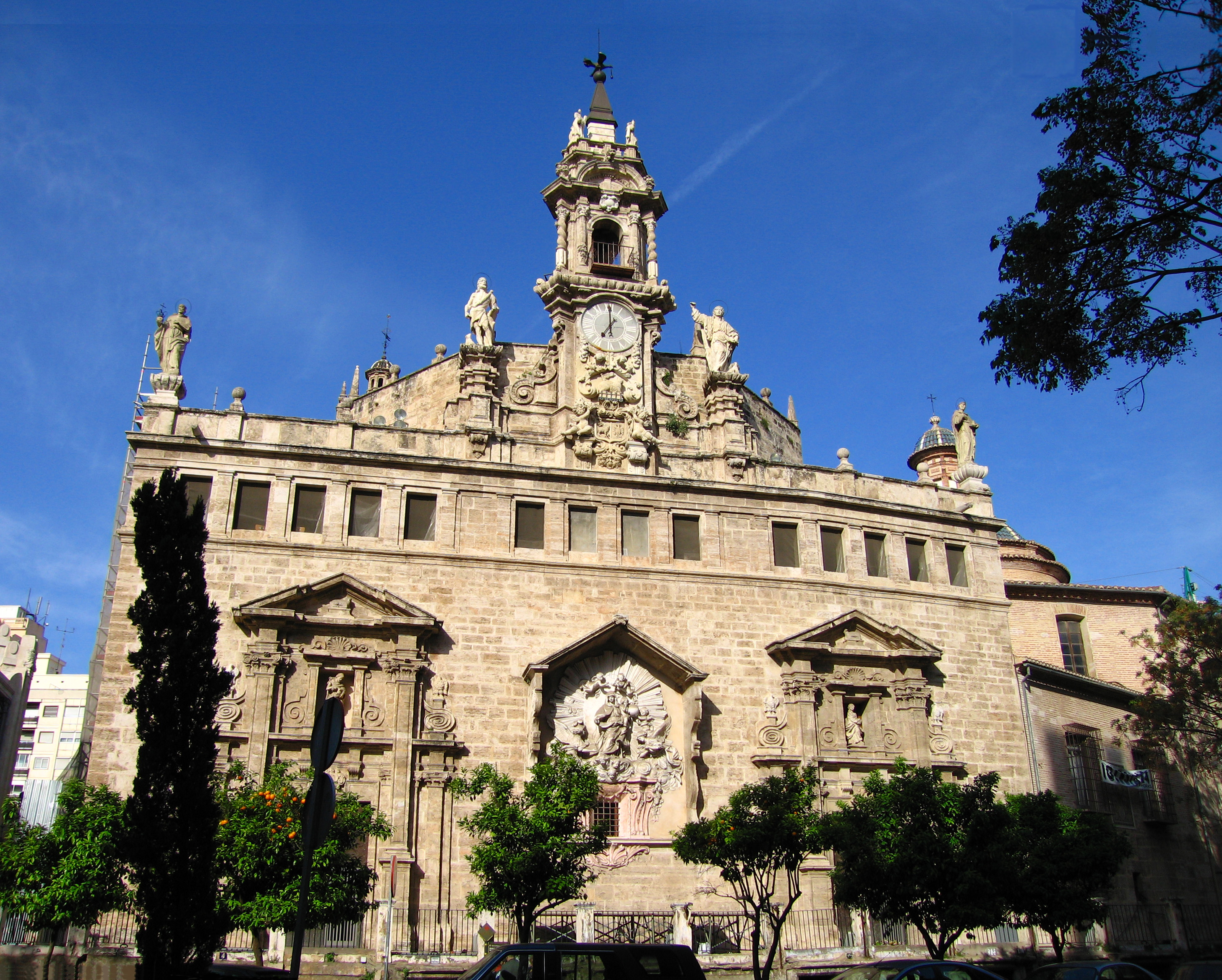

El 1653, s'inaugurà al costat nord-oest de l'església la nova capella de la Comunió (a la plaça de la Comunió de Sant Joan), decorada el 1693 per Vicent Guilló, i pintada la cúpula amb frescos per Josep Vergara entre 1782 i 1786.
En la façana principal, s'obrí una entrada barroca, sota la O de Sant Joan, enmig de la qual s'obrí una petita finestra rectangular, amb molt poca gràcia. Sota aquesta finestra hi ha una àguila esculpida, símbol de sant Joan Evangelista, i encara més avall, ja fora de l'òcul i damunt la porta barroca hi ha un corder, símbol de sant Joan Baptista.
Durant la segona meitat del xvii, s'alçà l'actual torre campanar, de planta quadrada i tres cossos, els inferiors senzills, i el de dalt ben abarrocat.
Per la banda que mira al mercat, s'ocultaren els contraforts originals en elevar el mur, a la part superior del qual s'obriren finestres rectangulars. També es feu una nova portada barroca, inacabada segurament per manca de diners.
Tot just situada a la plaça del Mercat i en el punt de trobada amb la Llotja de la Seda, a la façana posterior de Sant Joan se li volgué donar un tractament especial i fou concebuda com un gran retaule de pedra profusament decorat sobre una terrassa.
Atribuïda als artistes llombards Jacopo Bertesi i Antonio Aliprandi, es basa en l'estil barroc de tendència italiana, dinàmic i exuberant. Presenta dues portes amb nínxols al capdamunt que contenen les imatges dels sants Joan Baptista (porta esquerra) i Evangelista (dreta). Enmig de les dues portes, resulta especialment teatral la imatge en estuc blanc —que imita marbre— de la Mare de Déu del Roser, dinàmica i exuberant, protegida per una petita teulada, i alçada sobre un núvol sostingut per dos àngels, que recolza en un pedestal amb rocalla d'estuc rosa. La combinació dels estucs blanc i rosa amb la pedra torrada calcària de la façana és ben reeixida.
A la part superior de la façana posterior, trobem d'esquerra a dreta quatre estàtues exemptes de sant Francesc de Borja (sant valencià de Gandia), sant Joan Baptista, sant Lluís Bertran (un altre sant autòcton) i sant Joan Evangelista, obra dels escultors Lleonard-Juli Capuz i Felip Coral. Entre les dues estàtues centrals, s'alça un campanaret triangular, obra de Bernat Pons, amb rellotge de campana i horari, tres balconets de ferro flanquejats per columnes salomòniques, i al capdamunt, tres petites escultures, una de sant Llorenç Màrtir, i dues dels sants autòctons sant Vicent Màrtir i sant Vicent Ferrer.

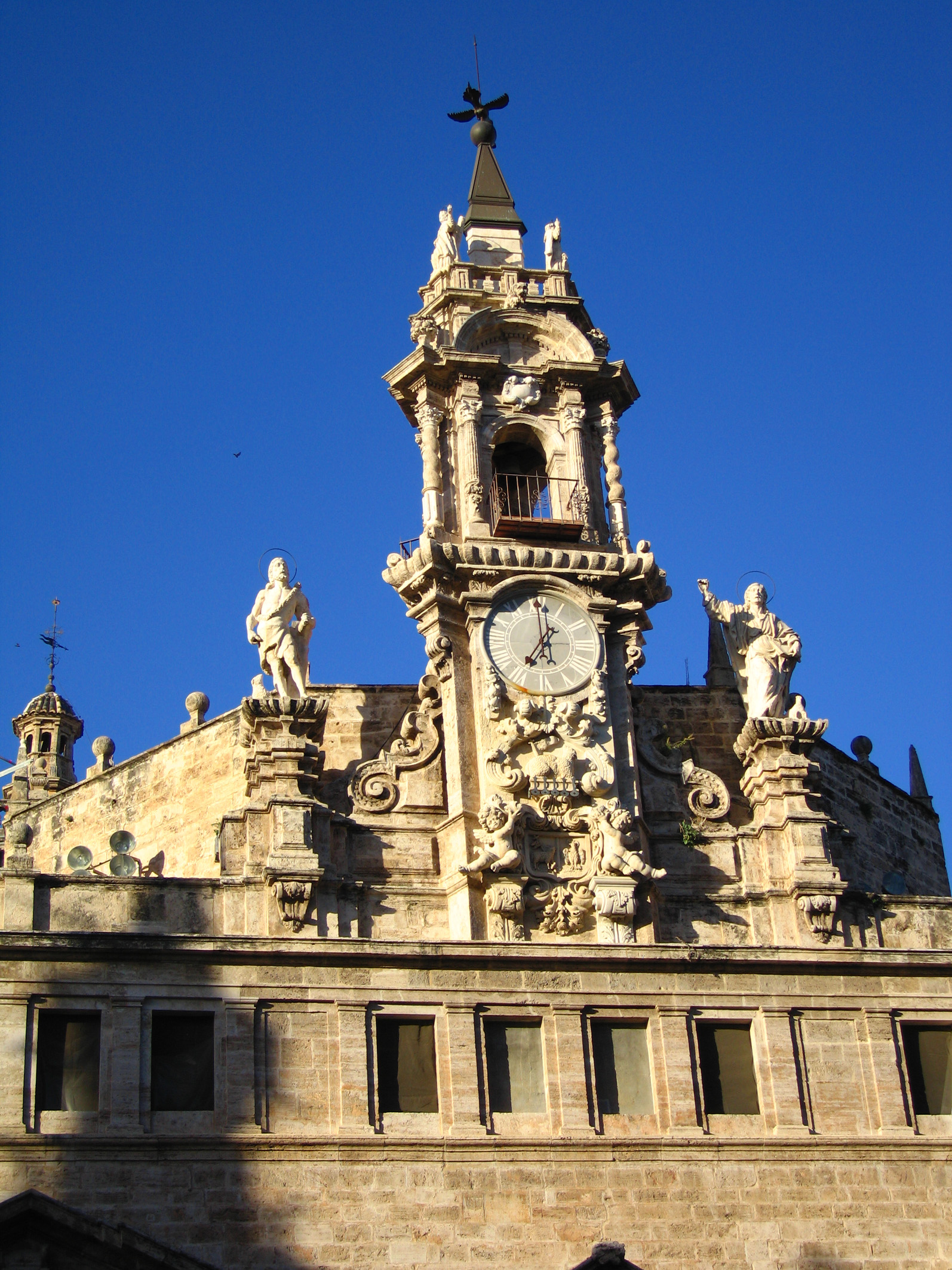
Vista del campanar barroc de Sant Joan del Mercat

El campanaret és rematat per una piràmide amb una esfera on recolza un penell de metall, obra d'Antoni Almela i Gregori Ucell, que representa l'àguila de sant Joan amb el tinter i la ploma —amb què l'evangelista va escriure l'Apocalipsi— a la boca.
Popularment, rep el nom de Pardalot de Sant Joan. Segons la tradició, les famílies pobres portaven els xiquets al mercat i allà els deien que miraren cap al penell, perquè el pardal de sant Joan anava a començar a volar; aprofitant la distracció i enmig del tràfec del mercat, la família fugia amb l'esperança que algun mercader l'adoptara i li donara un futur. En funció de com bufe el vent, el pardalot de Sant Joan dialoga amb un altre penell veí, el de la cotorra del Mercat Central.

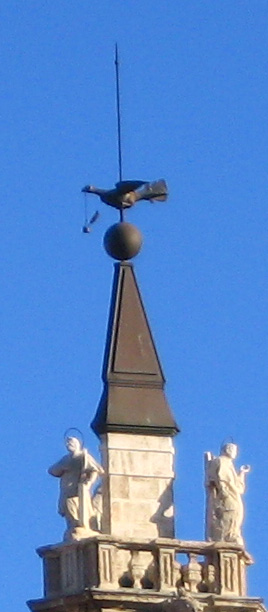
Vista del Pardalot de Sant Joan

Sota la terrassa de la façana posterior, hi ha les Covetes de Sant Joan, unes botiguetes mínimes, i mig colgades, on treballaven manyans, sabaters, llanterners i venedors de quincalla. Hui es troben en un pèssim estat de conservació, amb la malesa creixent de dins les pedres.
A l'interior, d'una pletòrica i fantasiosa decoració barroca, destaquen les grans estàtues en estuc blanc de Jacopo Bertesi que representen Jacob i les dotze tribus d'Israel i, sobretot, l'immens fresc de 1.200 metres quadrats que pintà de 1697 a 1701 Antonio Palomino per tota la volta, des del presbiteri fins als peus de l'església, centrat en l'Apocalipsi, quan substitueix Vicent Guilló, del qual sols queden les llunetes de la nau.

## Esdeveniments recents
Tot just començada la Guerra Civil espanyola, el 1936, l'església patí el tercer incendi en la seua història. El retaule major i algunes estàtues desapareguen i les pintures de Palomino quedaren ennegrides. En l'actualitat, l'església es troba en fase de restauració. Després de la neteja de la façana posterior i de les estàtues de l'interior, hom pretén recuperar l'immens fresc de Palomino i tornar-li l'esplendor original, després d'una nefasta restauració d'aquest duta a terme el 1960.